# Vollkost
Vollkost ist ein Begriff aus der Diätetik und bezeichnet eine vollwertige Ernährung, die ohne Einschränkung alle Nahrungsbestandteile, also Kohlenhydrate, Lipide, Proteine, Ballaststoffe, Vitamine und Mineralstoffe in einem ausgewogenen Verhältnis enthält und den Bedarf an Energie vollständig deckt. Es handelt sich also um die übliche Ernährung im Gegensatz zu einer Reduktionsdiät. Bei der leichten Vollkost wird – vor allem in Krankenhäusern und Kureinrichtungen – auf Lebensmittel verzichtet, die potenziell Beschwerden auslösen könnten wie Blähungen oder Allergien.
Abgrenzend zum Begriff der Vollwerternährung, der zum Teil auch synonym verwendet wird, finden soziale oder ökologische Aspekte der Ernährung bei der Vollkost keine Berücksichtigung.